# Silene acaulis
Tuelimurt (Silene acaulis) er en lille fjeldboende plante, der er almindelig i hele det højarktiske område og tundraen og i høje bjerge i Eurasien og Nordamerika (Alperne, Karpaterne, det sydlige Sibirien, Pyrenæerne, britiske øer, Island, Færøerne, Rocky Mountains), inkl. Grønland, men findes ikke i Danmark. Det er en stedsegrøn flerårig blomstrende plante i Nellikefamilien Caryophyllaceae.

## Beskrivelse
Tue-Limurt er en lav, pudeformet plante. Den kan virke pude- og mosagtigt. De tætte puder er op til 30 cm eller mere i diameter. Tuerne er normalt omkring 5 cm høje, men kan være så høje som 15 cm. De lysegrønne blade er smalle. De døde blade fra den foregående sæson holder i årevis, og lyserøde blomster bæres enkeltvis på korte stilke, der kan være op til 2,5 cm lange, men er normalt meget kortere. Tue-Limurt har normalt lyserøde blomster, selvom de meget sjældent kan være hvide. Blomsterne er enlige og 5-tallige. De er mellem 6 og 12 mm brede, med tvekønnede blomster større end hunblomsterne. Hunblomster producerer frø af bedre kvalitet end hermafroditter og hanblomster producerer pollen af bedre kvalitet end hermafroditter. Puderne kan ændre køn på deres blomster mellem år. Frekvensen af blomsternes køn ændrer sig med højden, frekvensen af kvindelige blomster stiger med højere højde. De blomstrer normalt i juni til august. Blomsterne holdes af en bæger, som er ret fast og tyk. Blomsterne er hun-, han- eller tvekønnede.
Bægerbladene danner et rør, der skjuler bunden af kronbladene, som er hele. De 10 støvdragere og 3 stilarter strækker sig langt ud over blomstens hals. Denne slægt, cirkumpolær i sin udbredelse, er nært beslægtet med nelliker. Stænglerne og bladene er meget klistrede og tyktflydende, hvilket kan afskrække myrer og biller fra at klatre på planten. Varieteten exscapa har kortere blomstrende stængler. En anden varietet subacaulescens, fra Wyoming og Colorado, har lyserøde blomster hele sommeren.

## Habitat
Alpine fjeldmark, på vindblæste klipperygge og toppe over trægrænsen. Den vokser hovedsageligt på tørre, grusede lokaliteter, men også på fugtige steder. Med puderne producerer den sit eget, varmere klima med højere temperaturer indeni.

## Distribution og udbredelse
Almindelige i dele det høje arktiske område og de højere bjerge i Eurasien og Nordamerika, (syd til Alperne, Karpaterne, det sydlige Sibirien, Pyrenæerne, Britiske Øer, Island, Færøerne, Rocky Mountains) inkl. Grønland. I USA finde den i Colorado, Big Horn-bjergene i Wyoming, Wallowa-bjergene i Oregon, OL, de nordlige Cascades i Washington og Alaska.

## Livshistorie
Planter i Colorado er blevet anslået til at kunne blive 75 til 100 år, og Alaska-planter kan nå 300 år. Den ældste kendte Tue-Limurt er 350 år gammel og har en diameter på 60 cm. Planten har tidligere været brugt til børn med kolik. De rå rodskindsplanter blev indtaget som grøntsag i Island og i arktiske egne.

## Klimaændringer
Eksperimentel opvarmning har vist at føre til blomstring væsentligt tidligere end puder uden opvarmning. Både han- og hunfasen udviklede sig hurtigere i OTC'er, og kapslerne (frugterne) modnede tidligere, og puderne producerede flere modne frø og havde et højere frø/ægløsningsforhold, det vil sige en samlet positiv reproduktionsrespons. Imidlertid viste en undersøgelse af fire populationer på tværs af en breddegradient i Nordamerika, at sydlige populationer af Tue-Limurt havde lavere overlevelse og rekruttering, men højere individuelle vækstrater end mere nordlige populationer. Ydermere viste vitale rater såsom vækst, overlevelse og frugter pr. område at stige i moderat varmere år, men dog et fald i de allervarmeste år, hvilket tyder på, at en ændring i klimaet til varmere forhold eller hyppigere usædvanligt varme somre i sidste ende kan føre til negative påvirkninger. En anden undersøgelse viste, at mens de kortsigtede responser var positive, blev de negative på mellemlang sigt, hvilket tyder på, at Tue-Limurt kan være i fare i fremtidig global opvarmning. Fremskrivninger lavet under forskellige klimascenarier tyder på, at Tue-Limurt sandsynligvis vil stå over for klimadrevet tilbagegang i egnede områder på de britiske øer og på tværs af Nordamerika, og at skift opad og nordpå for at indtage nye klimatisk egnede områder er sandsynlige i fremtiden.

## Farer/toksicitet
Der er ingen dokumentation for at Tue-Limurt er giftig, selvom den har saponiner, der, selvom de er giftige, er svære at absorbere i kroppen. De kan nedbrydes ved grundig kogning. Det anbefales ikke at indtage store mængder af denne plante.